# Smålands runinskrifter 37
Smålands runinskrifter 37 är en runsten som står utmed vägen och intill Rörbro gamla stenbro och nära Nöttja i Nöttja socken och Ljungby kommun, Småland.
En av personerna som nämns i inskriften, Öjvind/Vit/Vend (namnet är svårtolkat), är troligen samma person som rest runstenen Sm 36.

## Inskriften
Translitteration:
[:] a[sur] * karþi : kubl : þesi : eftiR : uit : faþur : sin * [h]an uaR : mana : mestr : uniþikR [:] uaR : i[n]tr : mataR : uk umun hats : kuþr * þi(k)[n] kus tru : kuþa : hafþi :
Normalisering till fornvästnordiska:
Ôzurr gerði kuml þessi eptir Eynd, fôður sinn. Hann var manna mestr óníðingr, var yndr matar ok ómunr hatrs. Góðr þegn Guðs trú góða hafði.
Översättning till nusvenska:
Assur gjorde dettas minnesmärke efter Öjvind/Vit/Vend, sin fader. Han var av människor den meste oniding, var frikostig med mat och inte sinnad för hat. Den gode tägnen hade god gudstro.

## Stenen
Stenen står kvar på sin ursprungliga plats intill en gammal stenbro utmed landsvägen mellan Nöttja och Hamneda. Material är medel- till grovkornig gnejs, höjden är 195 cm, bredden 125 cm samt något avsmalnande uppåt och tjockleken är 25 cm. I stenens övre hörn är en bit bortsprängd och den lutar i sextio grader mot öster.
Stilen som kallas RAK daterar ristningen till cirka 980-1015 under vikingatiden. En RAK stil innebär att runbanden har raka avslut och att runormens huvud saknas. Det enda spår av ornamentik som i övrigt går att upptäcka är det kristna korset. Också textens långkvistrunor antyder att stenen ristades kring år 1000. Ristningen har blivit uppmålad 1979 och 2005.

## Avvikande ordföljd
Enligt Palm var det vanligt att objekt och adverbial kunde stå mellan verben, t. ex.
Hann hafði á Ænglandi tú gjald takit
"Han hade i England två gälder tagit"
(inskriften i Lingsberg)
Ordföljden på Sm 37 är ännu mer avvikande:
Goðr þegn Guðs tro goða hafði
"Den goda 'þegnen' Guds goda tro hade"